# Súper robot
Súper robot (スーパーロボット, Sūpā Robotto) es un subgénero del género Mecha. Es un término genérico para designar a un robot ficticio y heroico que aparece en series de anime, tokusatsu, videojuegos, etc. A menudo se les representa como robots humanoides gigantes científicamente avanzados. En la célebre serie de este subgénero "Mazinger Z", las palabras "Súper Robot" aparecían escritas en la letra del tema de apertura, por lo que el término se considera representativo.
El género de los Súper Robot se contrasta con el de Real Robot, en el que en cambio los robots son alimentados por fuentes de energía convencionales y usan armas que pueden explicarse por la ciencia del mundo real.

## Descripción general
El término de Súper Robot se utiliza para dar nombre a robots superavanzados. Específicamente, se refiere a aquellos que aparecen como superhéroes luchando contra el mal. Si bien no existe una definición clara, la mayoría de ellos tienen las siguientes características.
- Utilizan sustancias o energías desconocidas como fuentes de energía.
- Tienen capacidades ofensivas y defensivas (que dependen de armaduras o barreras) que no tienen punto de comparación con respecto a las armas existentes, como tanques o aviones de combate, y pueden por tanto enfrentarse a armas móviles enemigas que serían imposibles de derrotar solo con aquellas.
  - A la vez, en tanto son la única o la más importante forma de oponerse al enemigo, de ser derrotados, el bando aliado verá reducida significativamente sus fuerzas contra el enemigo. Por lo tanto, los enemigos siempre planean destruir o apoderarse del robot, o eliminar a sus tripulantes.
- Cada robot está equipado con armamentos o técnicas únicas y poderosas, y los tripulantes gritan los nombres de las armas o las técnicas al usarlas.[1]
- La potencia del robot supera sus especificaciones o muestra un poder extraordinario gracias al poder mental de sus tripulantes y el poder sobrenatural oculto en el robot.
- Es difícil operar el robot, y solo puede hacerlo un pariente consanguíneo del creador, o controlarlo requiere un cierto nivel de poder especial del tripulante, o el robot elige a su piloto basándose en su propia voluntad, etc. No todo el mundo puede operarlo y, en muchos casos, es el robot el que escoge a sus tripulantes en diversas condiciones.
  - Además, la mayoría de tripulantes son civiles, y el robot en sí se alberga en un instituto de investigación privado o en una base secreta de una institución que no tiene nada que ver con el ejército, o aparece de la nada cuando los protagonistas lo invocan de alguna manera.
- El robot puede actuar de forma autónoma como si tuviera intención.
- Producir en masa el robot es a menudo imposible o difícil debido a las singularidades del robot (partes únicas que son excesivamente costosas, o que han sido creadas por científicos geniales, o que son tecnologías extraterrestres o súper antiguas, etc.).

Reciben también el nombre de "robots héroes"  en tanto fungen como héroes o salvadores del mundo, o constituyen una existencia que encarna "el poder más allá del conocimiento humano" en forma de robot, si bien hay excepciones.
Takanobu Terada, productor de la serie de videojuegos Super Robot Wars, dijo una vez que la diferencia entre un super robot y un real robot es "si se mueve con una energía que se pueda explicar."
Desde el principio, la serie Super Robot Wars ha incluido elementos tanto de súper robots como de robots reales. En algunas obras, el personaje principal puede seleccionar entre súper robots y robots reales. El robot del protagonista, Geshpenst, tiene dos sistemas de parámetros: real y super. Esto no afecta al núcleo de la historia ni el nivel de dificultad, y el desarrollo de las primeras etapas es ligeramente diferente.
Las series UFO Warrior Dai Apolón del estudio Eiken, Mechander Robo de Wako-Pro, Blocker Gundan 4 Machine Blaster de Nippon Animation y Chogattai Majutsu Robo Gingaiser podrían clasificarse como series de super robots, pero se les clasifica como "robots milagro," que no son ni súper-robots ni robots reales.

## Historia
El término "súper robot" en sí existe desde hace mucho tiempo. Por ejemplo, el robot protagonista de la serie 8 Man (1963), era llamado "súper robot", al igual que King Joe, un robot gigante que apareció en los episodios 14 y 15 de Ultra Seven (1968).
El videojuego 4th Super Robot Wars (1995) fue el primero en utilizar los términos "súper robot" o "robot real" como categorías de clasificación. La palabra "Súper" fue originalmente influenciada por el cómic estadounidense Superman y la expresión "Súper XX" se utilizaba comúnmente en japonés para describir seres o cosas extremadamente poderosos, como en el término supercar (auto superdeportivo).

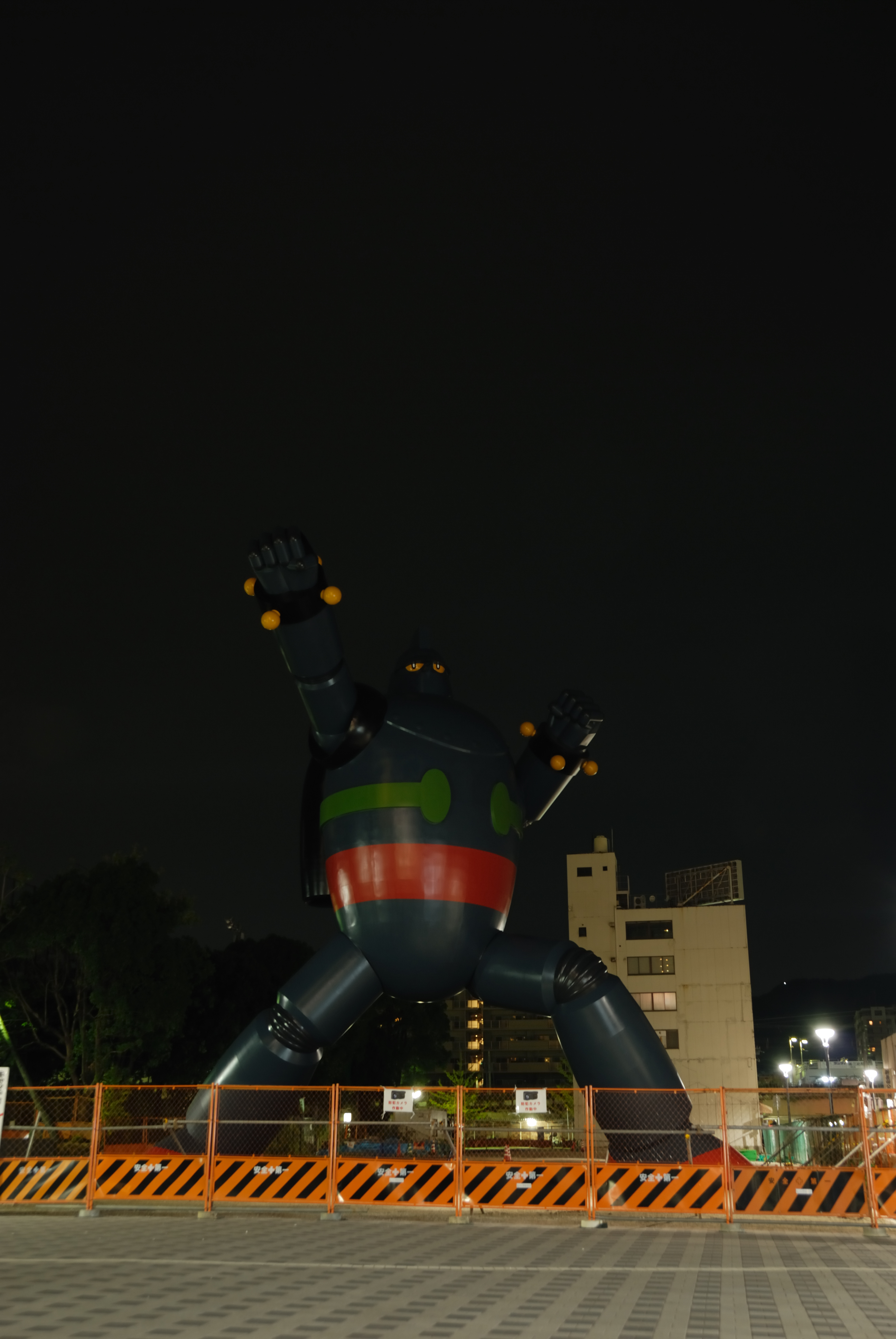
Monumento a Tetsujin No. 28 (Kobe)

En la serie posterior Super Robot Wars, esta clasificación se basa en el rendimiento de los robots de la serie, llamándose Super Robots o Super Series a los robots con alta defensa y bajo índice de evasión, y Real Robots o Real Series a los robots con baja defensa y alto índice de evasión (aunque esto no corresponde necesariamente a la representación de la historia original).
El precursor de este concepto es Tetsujin 28-go de Mitsuteru Yokoyama. Se puede decir que esta obra es el origen de todas las obras de robots gigantes en Japón. En la primera edición del manga, Tetsujin 28-go era un arma secreta fabricada por el Ejército Imperial Japonés que intentaba revivir al robot, e incluía una lucha por ganar el control remoto que le controlaba, de manera que el robot podía ser justo o malvado dependiendo de quién lo controlara. En las producciones de anime posteriores, el escenario de "compañero del héroe del lado de la justicia" pasó a primer plano, y se estableció un estilo de super robot.
Posteriormente, con la aparición de Mazinger Z, de Go Nagai, se estableció la técnica de que un humano aborde y controle un robot gigante, y con la aparición de esta obra se creó un sentido de unidad y antropomorfización entre protagonista y robot. Además, "Mazinger Z" estableció varios formatos básicos para la animación de robots, como los de equipar súper armas y agregar o modificar nuevas armas para aumentar su potencia. Estos cambios constituyen la base de la forma actual del subgénero de los Super Robot.
Obras representativas del subgénero de super robots además de Mazinger Z incluyen Getter Robo, que estableció el sistema de combinación, y Yūsha Raideen que estableció el sistema de transformación.

## Tipos de súper robots
Aunque se use el término "súper robot" para todas las formas, su funcionamiento varía según el escenario de la historia de fondo. En el caso de que un fabricante de juguetes, como Bandai, sea el patrocinador, a menudo se vuelve interesante como juguete. A continuación se presenta una clasificación desde el punto de vista de las características de producción. En muchos casos, comparten las características de los múltiples elementos descritos a continuación.

### De tamaño natural
Androides de tamaño humano y otros robots de tamaño natural con pensamiento independiente. En muchos casos, hay un solo piloto o no hay ninguno. Debido a su tamaño, a menudo no se les incluye en la categoría de súper robots, pero a veces reciben tal nombre en el manga.
- Denjin Zaborger
- Skyzel Granzel: después de su transformación, se convierte en una súper máquina gigante que no es literalmente un súper robot.
- Tokusou Robo Janperson
- Eitoman

### Tipo inmutable
Este es el tipo original, que es abordado y pilotado por una persona. Puede ser pilotado por una o varias personas.
- Mazinger Z
- Gran mazinger
- Barón Rojo
- Mach Baron
- Grendizer
- Gowappa 5 Gōdam[6]
- Blocker Gundan 4 Machine Blaster[7]
- Battle Fever Robo: primer robot de la serie Super Sentai y el único tipo inmutable
- Tatakae! Iczer 1
- Ai no senshi Rainbowman
- Evangelion
- NG Knight Ramune
- Haō Taikei Ryū Knight
- Jushin Liger: no es una máquina, sino una armadura biológica llamada bioarmadura.
- The Big O
- Goemon Impact
- Mashin Hero Wataru.
- RahXephon
- Demonbane
- Fafner
- Máquinas en Linebarrels of Iron
- Ryuseiki Gakusaber OVA.

### Tipo fusionado
Una forma en la que varios mechas se fusionan para formar un único robot. Hay algunos en los que se fusionan varios mechas (p. ej.,, vehículos, aeronaves) y otros en los que varios robots se combinan. Además, muchos de ellos pueden transformarse.
- King Joe -  (Ultra Seven) Primer robot de fusión en aparecer en el cine japonés.
- Getter Robo - Tres robots que se fusionan en uno. También podía adoptar diferentes formas según las circunstancias.
- El Gladiador - Compuesto de tres partes, que sin embargo no pueden actuar por sí solas
- Dai Apolón
- Combattler - Fusión de cinco máquinas
- Mechander Robo
- Voltes V - Fusión de cinco máquinas
- Zambot 3 - Fusión de tres máquinas
- Daikengo - Fusión de tres máquinas
- Daltanias, el robot del futuro - Fusión de tres máquinas
- Gordian
- God Sigma - Fusión de tres máquinas
- IDEON - Fusión de tres máquinas
- Baldios - Fusión de tres máquinas
- Daiōja
- GoLion - Fusión de cinco máquinas
- GoShogun - No estrictamente una fusión, en tanto las máquinas de los pilotos se integran dentro de un robot gigante en vez de fusionarse para darle forma.
- Godmars - Un robot al que se fusionan otros cinco
- Dairugger XV - Fusión de 15 máquinas
- Acrobunch - Fusión de cinco máquinas
- Baxingar - Fusión de cinco máquinas
- Arbegas
- Dancouga - Fusión de cuatro máquinas
- Dangaiohー
- Headmasters - Robots de la serie Transformers.
- Project Zeorymer
- Gun Buster - Fusión de dos máquinas
- Z-Mind
- Godzenon - (Gridman the Hyper Agent)
- Tri-Zenon - Fusión de tres máquinas
- Gravion - Fusión de cinco máquinas
- Aquarion - Fusión de tres máquinas
- Gurren-Lagann - Fusión de dos máquinas
- Jushin Liger
- Serie Yūsha - Muchos de los robots de esta serie también tienen la capacidad de transformarse.
- Serie Eldran - Muchos de los robots de esta serie también tienen la capacidad de transformarse.
- Super Sentai Series - (Taiyō Sentai Sun Vulcan)
- Serie Chouseishin
  - Gransazer
  - Genseishin Justirisers
  - Chousei Kantai Sazer-X

### Tipo transformación
Aquellos que tienen una función de transformación. En algunos casos sus formas básicas son robots y otras no.
- Jumborg Ace - Aunque en la historia se le llama cíborg, es en realidad un robot tripulado tipo transformación.
- Raideen
- El Justiciero
- Danguard Ace
- Ginguiser - Múltiples robots y una máquina con mecanismos de transformación individuales y separados.
- Zambot 3 - Pueden transformarse por sí mismos, pero también tienen la capacidad de combinarse para formar el Zambot 3.
- Daimos
- Leopardon
- Daitarn 3
- Trider G7
- Braiger
- Sasuraiger
- Govarian
- Granzort - Su cara se transforma a un robot, aunque esto ocurre rara vez.
- Laserion - Se completa cuando se reensamblan las piezas.
- Galvion
- Saibuster
- Serie Yūcha
- Ragnameir
- Ryu-Shin-Ki
- Daidenjin - El primer robot transformable de la serie Super Sentai. Además, después de este, han aparecido varias transformaciones, especialmente como el robot No.2 o posteriores.
- Serie Chouseishin
  - 4 grandes ultra chouseishin
  - Shark-Sazer and Drill-Angler

Etc.

### Tipo de control remoto
Aquellos en los que el protagonista toma el control por radio u otros medios.
- Tetsujin 28-gō
- Giant Robo

Etc.

### Tipo aditamento
Una forma de mecha o robot principal que puede mejorarse notablemente añadiendo partes opcionales.
- Kotetsu Jeeg
- El Supermagnetrón
- Balatack
- GaoGaiGar
- Gear Fighter Dendoh
- Gōdam

### Autónomo
Robots que tienen voluntad propia, similar a la de los humanos. Hay muchos tipos diferentes de robots, algunos de los cuales son vehículos o coches, que se fusionan con formas de vida y se transforman en formas robóticas, mientras que otros son robots de IA que se han vuelto autoconscientes y pueden hablar y actuar por sí mismos. También hay formas de vida inorgánicas que parecen robots desde el comienzo, como en Transformers o Machine Robo.
- Embajador Magma
- Astro Gungar
- Daitetsujin 17
- Iron King
- Gold Lightan
- Gorg
- Galatt
- Tobikage
- Webdiver
- Daigunder
- Serie Yusha
- Magic Knight Rayearth
- Serie de Transformers
- Serie Machine Robo
- SD Gundam
- Serie Super Sentai
  - Chōdenshi Bioman - Peabo, un bio-robot (pilotado por BioMan, que en su primera aparición aparece con autoconsciencia).
  - Hikari Sentai Maskman -Galaxy Robo (que tiene su propia voluntad y luego adquiere poder de aura).
  - Chōjū Sentai Liveman - Colon
  - Chōjin Sentai Jetman - Tetra Boy

Etc.